# Salegy

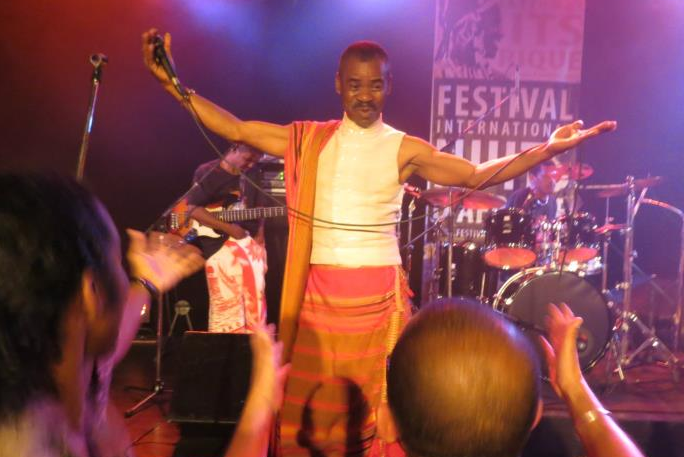
Eusèbe Jaojoby op tournee in Canada (2012)

Salegy is een populair muziekgenre in Madagaskar en is er overal in de nachtclubs van de kuststeden te horen. Van alle Malagassische muziekstijlen heeft salegy de meeste internationale bekendheid.

## Oorsprong
Salegy is vooral erg populair bij Malagassiërs die in de noordwestelijke kuststreken wonen. Aan de kust heeft de muziek namelijk zijn oorsprong, hier werd de oorspronkelijke muziekvorm geïntroduceerd door Arabieren en Oost-Afrikanen en overgenomen door volken als de Betsimisaraka en de Tsimihety. Deze muziek, Antsa genoemd, werd gebruikt bij traditionele rituelen. Het werd gekenmerkt door handengeklap op het ritme van de muziek en energiek gedans en werd traditioneel gespeeld met fluiten en valihas.

## Moderne Salegy
In de loop der tijd heeft salegy een heel eigen stijl ontwikkeld. Belangrijke salegymuzikanten zoals Eusèbe Jaojoby, een Sakalava-muzikant uit Antsirana, gebruikten moderne instrumenten en mixten de traditionele salegy met moderne muziekstijlen als funk, Zuid-Afrikaanse jazz en rumba. De moderne salegy is snel, funky en zit vol energie. Typisch zijn zware bass-lijnen van elektrische basgitaren, ritmische percussie en drum, hoge gitaarriffs en zang in vraag- en antwoordvorm. Andere instrumenten die veel worden gebruikt zijn (elektrische) accordeons en synthesizers.

### Artiesten en bands
- IO Anay
- Mily Clément[1]
- Ninie Doniah[2]
- Arsène Félix
- Dr. J.B. and the Jaguars
- Fenoamby
- Eusèbe Jaojoby, bijgenaamd 'Koning van de Salegy'[3]
- Jaojoby Junior
- Paskaal Japhet
- Joacin-tapaka
- Lazard
- Fredy de Majunga
- Elizabeth Raliza
- Freddy Ranarison[4]
- Mister Rotsirotsy
- Anziza Salema[5]
- Tianjama
- Gérard Tsapalôko
- Vaiavy Chila[6]
- Wawa[7]